# HD 37605 b
HD 37605 b는 목성 질량의 3배 정도로 무거운 외계 행성이다. 어머니 항성은 태양보다 어둡고 차가운 K형 주계열성 HD 37605이다. b는 항성으로부터 약 0.26천문단위 떨어져 돌고 있으며, 54일에 별을 한 바퀴 돈다. 궤도 이심률은 매우 커서 74퍼센트나 되는데, 항성에 가까워질 때는 0.069 천문단위까지 접근, 멀어질 때는 0.453 천문단위까지 물러난다.
2004년 7월 8일 발견되었는데, 하비-에버리 망원경을 이용하여 발견한 최초의 외계 행성이었다.
컴퓨터 모의 실험 결과 HD 37605 b의 궤도는 0.5 천문단위 이내에 있던 물질들을 ‘쓸어담아 청소'했으며, b의 원일점 근처 거리를 원에 가까운 궤도로 공전(최대 이심률 0.06, 평균 궤도공명비 1:2 / 최대 이심률 0.4, 평균 궤도공명비 1:3의 두 종류)하는 소행성들만 살아남았다. 관측 결과 목성 질량 0.7배 이상에 공전주기 1년 이하 천체는 이 행성계에 없는 것으로 밝혀졌다. 그러나 항성에서 0.8 천문단위보다 먼 곳에 행성이 존재할 가능성은 여전히 남아 있다.